# Трэверс, Доу
Доу Трэверс (англ. Dow Travers; 8 июля 1987, Джорджтаун) — горнолыжник с Каймановых островов, участник Олимпийских игр 2010 и 2014 годов. Первый представитель Каймановых островов на Зимних Олимпийских играх за всю историю их проведения.
Его младшие братья, Дин и Диллон также занимаются горнолыжным спортом на профессиональном уровне.

## Биография
Учится в Университете Брауна в США.
В спортивной программе на Олимпийских играх в Ванкувере Доу выступал в гигантском слаломе с результатом 3 минуты и 02,89 секунды и 69 местом.
В Сочи выступал в слаломе и гигантском слаломе, но не смог финишировать в обеих дисциплинах.
На церемониях открытия Олимпийских игр и в Ванкувере, и в Сочи нёс Флаг Каймановых островов.